# Trinovantum
Trinovantum, nella leggenda britannica medievale è il nome dato a Londra nei tempi antichi. Stando alla Historia Regum Britanniae di Goffredo di Monmouth (1136) fu fondata dal troiano in esilio Bruto, che la chiamò Troia Nova, nome che poi si corruppe gradualmente in Trinovantum. Fu poi ricostruita da re Lud, che la chiamò Caer Lud, nome che poi divenne Caer Llundain e infine Londra. Questa leggenda fa parte della Materia di Britannia. Infatti, Londra viene da Londinium, il nome con cui era conosciuta ai tempi della dominazione romana.
Il nome Trinovantum deriva dalla tribù dell'età del ferro dei trinovanti, che visse nel Essex, nel Sussex e in parte della Grande Londra e che viene menzionata nel De bello Gallico da Gaio Giulio Cesare nel racconto delle sue spedizioni in Britannia nel 55 e nel 54 a.C. Paolo Orosio li definisce civitas Trinovantum, cioè tribù dei trinovanti, espressione latina che fu mal interpretata da Goffredo di Monmouth in città Trinovantum.